# 7868 Barker
A 7868 Barker (ideiglenes jelöléssel 1984 UX2) a Naprendszer kisbolygóövében található aszteroida. Edward L. G. Bowell fedezte fel 1984. október 26-án.